# موسيقى رعوية

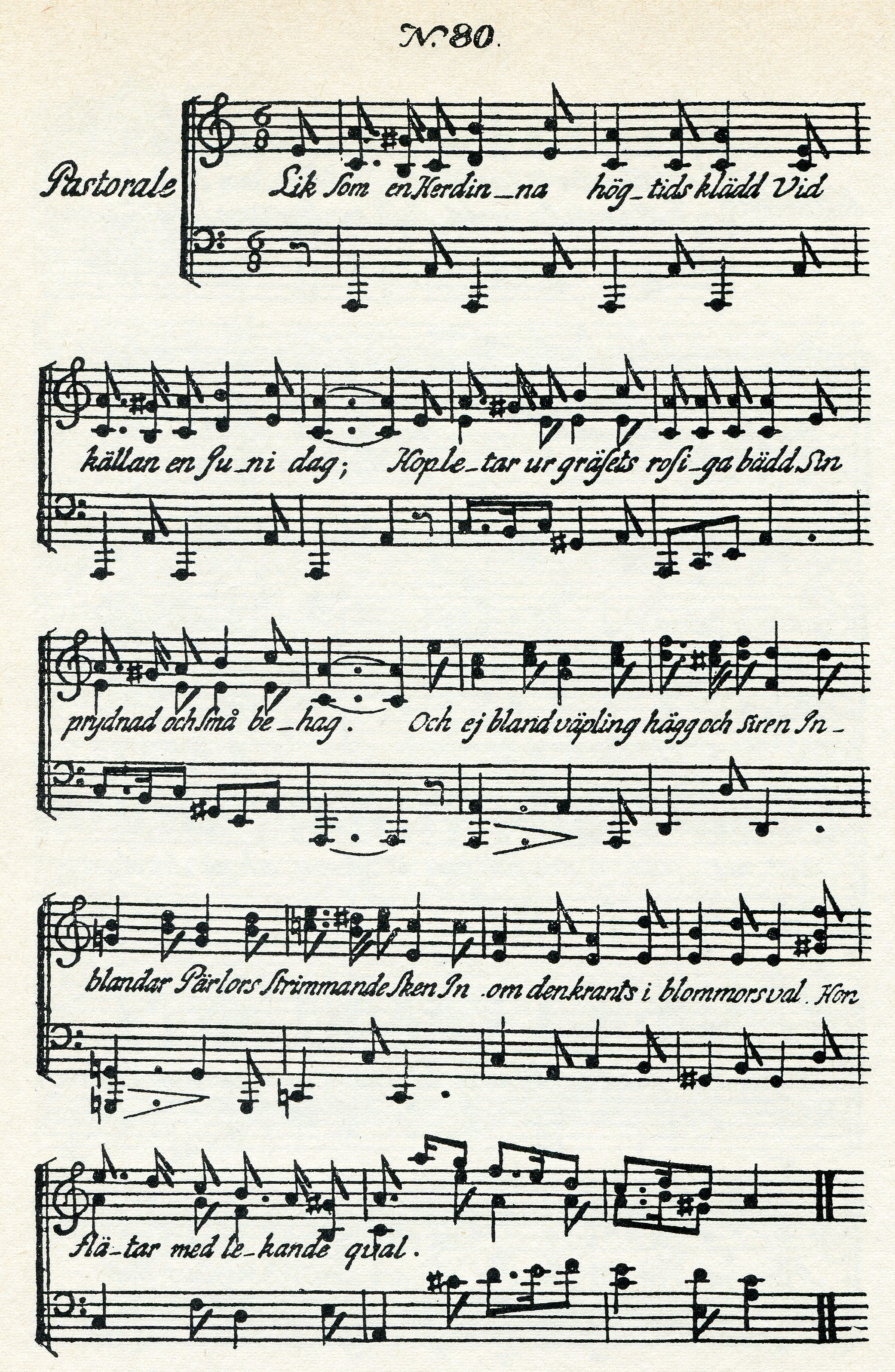

الموسيقى الرعوية أصل الكلمة لاتيني من كلمة "Pastoral" وتعني التمثيل الموسيقيّ من الألحان الريفية أو تمثيل المشاهد الرعويّة وقد استخدم هذا المصطلح للمرة الأولى في القرن الثّامن عشْر في إيطاليا.

## فيعصر الباروك
يشير هذا المصطلح إلى الحركة الموسيقيّة من الثالثة حتى الدندنة العالية، بالعودة إلى مقطوعة الميلاد لبيفراري نجدها عند عازفي مزمار القربة الإيطالي [بالإنجليزية -الآلة الموسيقية الإيطالية التقليدية- وعازفي الناي بمختلف أنواعه.
تنظم الموسيقى الرعوية عادة على ضبط موسيقي 6/8 أو 9/8 أو 12/8 في إيقاع معتدل مشابهة بذلك نسخة متباطئة من موسيقى التارنتيلا الإيطالية[بالانجليزية وبذلك تجمع العديد من الجمل والايقاعات الموسيقية.
من الأمثلة المشهورة لهذا النمط الموسيقي يوجد في الحركة الأخيرة لمقطع (كونشيرتو) الميلاد لكوريللي (الأوبريت 6 الرقم 8)، والحركة الثّالثة في كونشيرتو الربيع لفيفالدي ضمن سيمفونية الفصول الأربعة بالإضافة لحركة البيفا في سيمفونيّة المسيح لهاندل.
كما يظهر هذا اللون الموسيقي في الحركة الأولى في المعزوفة الريفيّة لباخ (BWV 590) تختص بالاورغن وحيث تفتح السيمفونية بالمقطع الثاني لأونتاريو الميلاد كمقدمة للنشيد الملائكي للرعاة.
أما سكارلاتي فقد وضع بعض الأمثلة في سوناتا لوحة المفاتيح، وغيرهم من المؤلفين الآخرين الّذين استخدموا هذا النوع الموسيقي في الفترة الانتقاليّة بين عصر الباروك والعصر الكلاسيكي.

## في إيطاليا
أما في إيطالية فان الموسيقى الرعوية تدعى أحياناً «نشيد ميلاد مزمار القربة» والتي تشتهر كنشيد ميلادي في الفترة الحاليّة، حيث لايزال بعض العازفين يعزفون هذا النمط الموسيقي في مقاطعات جنوبي إيطاليا حيث مزمار القربة مايزال يشدو بلحنه.
لموسيقى الرعوية يمكن أن يعزفها شخص واحد على آلة القربة أو قد يتداخل معها الناي وأنواعه التي لا تحتوي على أزرار كالناي مزدوج أو آلة الأوبو.
نجد العديد من المقاطع الرعوية ضمن مجموعة رسائل فريدمان للشاعر والمؤلف السويدي «كارل ميشيل بيلمان» والتي تتضمن رسائل فريدمان وتحتوي على عدة مقاطع رعوية وتبتدئ بجمل متقاربة.